# Alosa fallax
Alosa fallax је зракоперка из реда Clupeiformes и фамилије Clupeidae.

## Угроженост
Ова врста је наведена као последња брига, јер има широко распрострањење и честа је врста.

## Распрострањење
Ареал врсте Alosa fallax обухвата већи број држава. 
Врста је присутна у следећим државама: Мароко, Ирска, Русија, Шведска, Норвешка, Пољска, Немачка, Шпанија, Италија, Србија, Грчка, Румунија, Украјина, Турска, Египат, Данска, Уједињено Краљевство, Португал, Босна и Херцеговина, Бугарска, Француска, Албанија, Холандија, Црна Гора, Литванија, Летонија, Кипар, Хрватска, Монако, Белгија, Грузија, Либан, Сирија и Гибралтар.

## Станиште
Станишта врсте су мора, речни екосистеми и слатководна подручја.